# 中田インターチェンジ
中田インターチェンジ（なかだインターチェンジ）は、山形県最上郡金山町中田にある東北中央自動車道（主寝坂道路）のインターチェンジである。横手方面出入口のみ設置のハーフインターチェンジとなっている。
かつて、主寝坂道路が南隣の金山北IC（仮称）まで全線開通するまでは「中田仮出入口」として整備されていた。

## 歴史
- 1996年（平成8年）度 : 主寝坂道路が事業化する[1]。
- 2000年（平成12年）度 : 主寝坂道路の工事に着手する[1]。
- 2005年（平成17年）11月5日 : 主寝坂道路の中田仮出入口（現・中田IC）- 及位IC間が開通する[2]。
- 2008年（平成20年）3月30日 : 主寝坂道路の金山北IC - 中田仮出入口（現・中田IC）間が開通し、中田仮出入口がインターチェンジ化され中田ICとなる[3]。

## 接続する道路
- 国道13号（国道344号と重複）

## 交通アクセス
金山町中心部へはかなりの距離があるため、専ら中田・外沢地区（金山町北部）の利用者へのインターチェンジである。

## 隣
E13 東北中央自動車道（主寝坂道路）
金山北IC（仮称） - 中田IC - 及位IC（仮称）